# Jürgen Dommerich
Jürgen Dommerich (* 6. November 1948) ist ein ehemaliger deutscher Skispringer, der für die Deutsche Demokratische Republik startete.

## Leben
Dommerich, der aus Benneckenstein zum SC Motor Zella-Mehlis kam, stellte am 21. März 1969 mit 137 Metern den ersten Schanzenrekord auf der neu eröffneten Letalnica bratov Gorišek in Planica auf. Ebenfalls 1969 gewann er die DDR-Meisterschaft vor Bernd Karwofsky und Peter Lesser. Im Dezember startete er bei der Vierschanzentournee 1969/70. In Oberstdorf sprang er auf den 26. Platz. In Innsbruck erreichte er mit Platz 24 die beste Platzierung bei der Tournee. In Bischofshofen reichte es nur zu Platz 39. Dommerich wurde mit dem Titel „Meister des Sports“ ausgezeichnet.
Nach seiner aktiven Karriere arbeitete Dommerich als Trainer beim WSV Benneckenstein.

## Erfolge

### Schanzenrekorde
| Schanze                         | Ort          | Land                            | Weite   | aufgestellt am    | Rekord bis      |
| ------------------------------- | ------------ | ------------------------------- | ------- | ----------------- | --------------- |
| Velikanka bratov Gorišek (K153) | Planica      | Jugoslawien                     | 135,0 m | 6. März 1969      | 21. März 1969   |
| Hans-Renner-Schanze             | Oberhof      | Deutsche Demokratische Republik | 116,5 m | 21. Dezember 1969 | 25. Januar 1976 |
| Walter Ulbricht Schanze         | Schmiedefeld | Deutsche Demokratische Republik | 84 m    | 1967              | 1969            |
| Inselsbergschanze               | Brotterode   | Deutsche Demokratische Republik | 100,5 m | 1970              | 1970            |